# Bergrheinfeld
Bergrheinfeld là một đô thị trong huyện Schweinfurt bang Bayern, Đức.